# Coupe Spengler 1952
Navigation
Édition précédente Édition suivante
La Coupe Spengler 1952 est la 27e édition de la Coupe Spengler. Elle se déroule en décembre 1952 à Davos, en Suisse.

## Règlement du tournoi
Les six équipes sont réparties en deux groupes de trois équipes chacun. Le groupe A est composé du Krefeld EV, du Diavoli Rossoneri Milan et du Zürcher SC. Le groupe B est composé du Neuchâtel Young Sprinters, du Hockey Club Davos et du EV Füssen.
Les équipes jouent un match contre chacune des autres équipe de son groupe. La deuxième équipe du groupe A rencontre la deuxième équipe du groupe B pour la 3e place. Les premiers de chaque groupe se rencontrent afin de déterminer le vainqueur de la Coupe Spengler.

## Résultats

### Phase de groupes

#### Groupe A
| Clt   | Équipe                  | PJ | V | VP | D | DP | BP | BC | Pts |
| ----- | ----------------------- | -- | - | -- | - | -- | -- | -- | --- |
| +001, | Zürcher SC              | 2  | 2 | 0  | 0 | 0  | 23 | 4  | 4   |
| +002, | Krefeld EV              | 2  | 1 | 1  | 0 | 0  | 11 | 19 | 2   |
| +003, | Diavoli Rossoneri Milan | 2  | 0 | 2  | 0 | 0  | 10 | 21 | 0   |

- Qualifié directement pour la finale

| décembre | Krefeld EV | 9-8 | Diavoli Rossoneri Milan |  |

| décembre | Krefeld EV | 2-11 | Zürcher SC |  |

| décembre | Diavoli Rossoneri Milan | 2-12 | Zürcher SC |  |

#### Groupe B
| Clt   | Équipe                    | PJ | V | VP | D | DP | BP | BC | Pts |
| ----- | ------------------------- | -- | - | -- | - | -- | -- | -- | --- |
| +001, | EV Füssen                 | 2  | 2 | 0  | 0 | 0  | 11 | 8  | 4   |
| +002, | Neuchâtel Young Sprinters | 2  | 1 | 0  | 1 | 0  | 8  | 5  | 2   |
| +003, | HC Davos                  | 2  | 0 | 0  | 2 | 0  | 8  | 14 | 0   |

- Qualifié directement pour la finale

| décembre | Neuchâtel Young Sprinters | 6-2 | HC Davos |  |

| décembre | EV Füssen | 8-6 | HC Davos |  |

| décembre | EV Füssen | 3-2 | Neuchâtel Young Sprinters |  |

### Phase finale

#### Match pour la3eplace
| 31 décembre | Neuchâtel Young Sprinters | 8-0 (3-0, 2-0, 3-0) | Krefeld EV |  |

#### Finale
| 31 décembre | EV Füssen | 5-4 (pr) (0-1, 0-2, 4-1, 1-0) | Zürcher SC |  |